# Scipione Cicala
Scipione Cicala (Messina, 1545-1552 – Diyarbakir, 1605) è stato un corsaro, condottiero e navigatore ottomano di origine italiana.
Appartenente ad una nobile ed antica famiglia vicecomitale, i Cicala (Çigä in lingua genovese), è noto in turco anche come Cığalazade Yusuf Sinan Paşa o Cağaloğlu Yusuf Sinan Kapudan Paşa. Assunse importanti incarichi militari e politici nell'Impero ottomano, operando anche come corsaro. Per quaranta giorni, dal 27 ottobre al 5 dicembre 1596, ricoprì la carica di gran visir sotto il regno di Maometto III.

## Origini, cattura e conversione all'Islam
Suo padre, il visconte Vincenzo Cicala (o Cigala) o più propriamente Visconte Cicala fu un capitano di origine genovese agli ordini dei d'Oria, mentre la madre sarebbe stata forse una musulmana montenegrina di Castelnuovo. Il visconte e suo figlio furono presi prigionieri dalla marina Ottomana nel 1560 (1561 secondo altre fonti) presso le isole Egadi navigando dalla Sicilia alla Spagna, e furono portati prima a Tripoli e poi a İstanbul. Il padre fu in grado di pagare il riscatto e fu liberato dopo aver vissuto per qualche tempo a Beyoğlu (Pera); tornato a Messina, vi morì nel 1564. Il figlio Scipione, invece, non fu liberato e gli fu posta l'alternativa di essere messo a morte (o più verosimilmente di essere utilizzato come schiavo sulle galere), oppure di convertirsi ed entrare nel corpo dei Giannizzeri (turco: yeni çeri "nuovo soldato"). Scipione Cicala abiurò quindi il Cristianesimo, abbracciò l'Islam (come era del resto richiesto) ed entrò nel famoso corpo militare ottomano.

## L'ascesa
Dopo l'addestramento al servizio dell'Impero, Scipione Cicala fu adibito al Palazzo Imperiale, raggiungendo in breve tempo il rango di silahtar. Per qualche tempo si vociferò che alla rapidissima ascesa del convertito genovese non fosse estranea la sua straordinaria bellezza, che aveva "fatto colpo" sull'imperatore Süleyman Qanuni (ovvero Solimano il Magnifico); la cosa rimase però allo stato di voci. Certo è che il successore di Solimano, Selim II, lo ebbe in grazia, concedendogli come spose due sue nipoti (la prima nel 1573 e la seconda nel 1576); si trovò a godere di grande ricchezza, di un incarico di prestigio e della protezione presso la Sublime porta.
Nel 1575 divenne ağa dei Giannizzeri, mantenendo tale carica fino al 1578. In seguito svolse servizio attivo nella lunga guerra tra l'Impero Ottomano e la Persia (1578-1590). Fu nominato beylerbey (governatore generale) di Van nel 1583 e, nello stesso anno, assunse il comando della grande fortezza strategica di Erevan, in Armenia, che gli comportò la nomina a Visir. Sempre come beylerbey di Van svolse un ruolo di primo piano nella campagna militare contro la città persiana di Tabriz (1585). Nel 1586 viene nominato beylerbey di Bayazıt e combatte con successo nella Persia occidentale durante gli ultimi anni della guerra, conquistando le città di Nihavand e Hamadan e facendole annettere all'Impero Ottomano.

## Gran visir dell'Impero Ottomano
Dopo la pace del 1590, Scipione Cicala viene nominato beylerbey di Erzurum. Nel 1591 viene nominato Kapudanpaşa, vale a dire Grand'Ammiraglio della flotta Ottomana (il termine Kapudan, reso talvolta in italiano come Capuàn di Mare, deriva dall'italiano capitano). Scipione Cicala mantiene tale carica fino al 1595, quando sotto il granvizirato di Koca Paşa viene promosso quarto visir.
Scipione Cicala ha doti militari non comuni; viene posto a capo anche di una flotta corsara che, nel 1594-1595, compie numerose e violente incursioni nell'Italia meridionale, particolarmente in Calabria; Soverato, Cirò Marina e la stessa Reggio vengono messe a ferro e fuoco. In seguito ad una fatidica sconfitta nei pressi di Lama (Taranto), è obbligato a spostarsi con la propria flotta in Albania. Da qui Scipione Cigala, oramai Cağaloğlu Yusuf Sinan Kapudan Paşa (Cağaloğlu è formato su Cağal -pron. giaàl - resa turca di "Cicala" o "Cigala" - e oğlu "figlio di") oppure Cığalazade Yusuf Sinan Paşa (ove -zade è suffisso persiano sempre dal significato di "figlio di") si sposta in Ungheria. 
A quell'epoca l'Impero Ottomano è in guerra contro l'Austria, e Cicala viene nominato Terzo Visir ed accompagna il sultano Maometto III nella campagna del 1596. Nel settembre dello stesso anno conquista la fortezza di Hatvan, ed è presente al successivo e vittorioso assedio della città di Eger. Nella Battaglia di Keresztes (in ottobre) prende parte all'assalto finale che, dopo un inizio disastroso, risolve in un'inaspettata e grande vittoria ottomana lo scontro. In ricompensa per i suoi servigi, viene nominato gran visir il 27 ottobre 1596.

## Il declino e la morte
Scipione Cicala si rivela un gran visir fin troppo energico. Usa le maniere forti per ristabilire la disciplina tra le truppe Ottomane, poi interviene con durezza contro i Tartari di Crimea che si erano sollevati, provocando un notevole malcontento. Quel che più conta, buona parte della corte, favorevole al ritorno al granvizirato di Damat İbrahim Paşa, trama contro di lui, e con successo. Dopo soli 40 giorni di carica, Scipione Cicala viene deposto il 5 dicembre 1596.
Dal dicembre 1597 al gennaio 1598 torna alla carica di beylerbey a Damasco; nel maggio 1599 viene nominato Kapudan Paşa per la seconda volta e viene di nuovo inviato in Italia al comando di una flotta corsara. Nel 1602 la sua meta è di nuovo la Calabria. La città di Reggio è in preda alle ostilità intestine tra i Melissari e i Monsolini, con morti e feriti; il capitano turco-genovese intende approfittarne per impadronirsene. Al momento dell'incursione, però, la flotta turca viene fatta oggetto di un fitto e inaspettato cannoneggiamento, e Scipione Cicala viene costretto a recedere nella rada di Motta, dove sbarca e attende tempi migliori per marciare su Reggio. A un certo punto, tenta la conquista attraverso uno stratagemma: prende uno dei suoi soldati, un sardo di bassissima statura anch'egli a suo tempo catturato in una scorreria, e lo traveste da soldato spagnolo. Il sardo viene, per la sua minuscola statura, introdotto nei cunicoli che conducono alla rocca, per aprirne le porte; ma vi rimane incastrato. Visto l'insuccesso dello stratagemma, il Cicala tenta l'azione di forza con 3000 uomini che vengono fronteggiati da 1000 reggini, tra cui 400 uomini condotti da Gerolamo Musitano, che lo sconfiggono a Sant'Agata del Bianco.
Nel 1604 assume il comando del fronte orientale, dov'era scoppiata una nuova guerra tra gli Ottomani e i Persiani. La sua campagna del 1605 fu disastrosa: le forze da lui guidate contro Tabriz subirono una disfatta presso il Lago Urmia, e Cicala dovette ritirarsi verso la fortezza di Van, e poi in direzione di Diyarbakır. Morì nel corso di questa ritirata nel 1605. Altre fonti vogliono però che sia morto in Podolia.
Da Cağaloğlu, uno dei nomi turchi di Scipione Cicala, prese nome un intero quartiere di İstanbul che ancora si chiama così ai nostri giorni. Il quartiere è stato noto per essere una sorta di Fleet Street, essendo sede di molti giornali e pubblicazioni e quindi "cuore della stampa". Scipione Cicala vi si era costruito un palazzo e un bagno turco (hammam), che fu ricostruito nel 1741. Ancora oggi lo si può ammirare.

## Matrimoni e discendenza
Scipione sposò due pronipoti del Sultano Solimano il Magnifico, entrambe figlie di sua nipote Ayşe Hümaşah Sultan: 
- Saliha Hanimsultan (1561-1580). Si sposarono nell'ottobre 1576 ed ebbero un figlio, Cağaloğlu Mahmud Pasha (morto nel 1643. Il 10 febbraio 1612 sposò Hatice Sultan, figlia di Mehmed III, e dopo la sua morte nel 1613 ne sposò la sorellastra Hümaşah Sultan nell'ottobre 1613), e una figlia, Ayşe Hanım (che sposò suo zio materno Sultanzade Abdurrahman Bey, e fu madre di Semiz Mehmed Pasha). Saliha morì nel 1580.
- Safiye Hanimsultan. Sorella minore di Saliha, si sposarono nel marzo 1581, dopo la sua morte. Ebbero due figli, Mehmed Bey (che sposò una figlia di Murad III) e Hüseyn Bey, e una figlia.

## Musica
Oltre che in una strofa popolare calabrese, la figura di Scipione Cicala viene ricordata in una famosa canzone di Fabrizio De André, in genovese, intitolata Sinàn Capudàn Pascià. Tale canzone fa parte dell'album Creuza de mä del 1984.